# عملية روبيكون

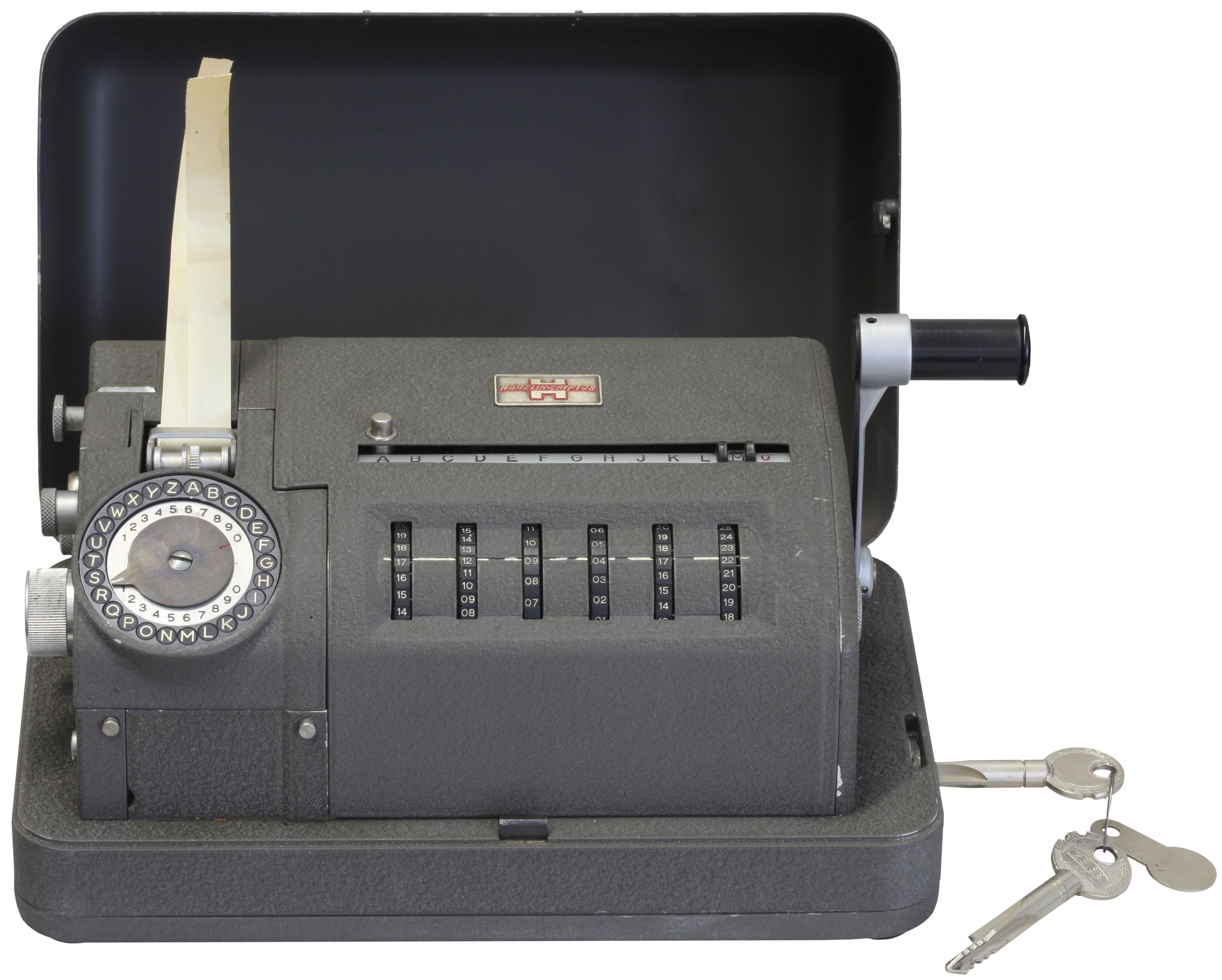
سي إكس-52، إحدى منتجات كريبتو، الشركة السويسرية التي اشتراها جهازا الاستخبارات الألماني والأمريكي.

عملية روبيكون (بالألمانية: Operation Rubikon) (وسميت حتى أواخر الثمانينيات Operation Thesaurus) هي عملية استخبارات مشتركة بين جهاز الاستخبارات الاتحادي لألمانيا الغربية (لاحقًا ألمانيا الموحدة) ووكالة الاستخبارات المركزية للولايات المتحدة، سيطر جهازا الاستخبارات سرًّا على شركة سويسرية رائدة في صنع معدات التشفير، وهي شركة التشفير ايه جي Crypto A.G، التي كانت من بين الشركات الرائدة في هذا المجال في فترة ما بعد الحرب العالمية الثانية. بعد أن بيعت سرًّا لجهازي الاستخبارات في 4 يونيو 1970، أصبحت الشركة تحت سيطرة جهازي الاستخبارات الألماني والأمريكي وتلاعب الطرفان بالأجهزة المباعة للدول المستهدفة بالتجسس. استمر العمل الألماني الأمريكي المشترك في العملية من 1970 إلى 1993، إذ باعت دائرة الاستخبارات الاتحادية الألمانية حصتها في الشركة في 1993، وباعت وكالة الاستخبارات المركزية حصتها في 2018. تمكن جهازا المخابرات من التنصت على الاتصالات المشفرة لدول أخرى، بما فيها دول في حلف الناتو والاتحاد الأوروبي، في وثائق تابعة لجهاز الاستخبارات المركزية الأمريكي سُربت عام 2020، وُصفت العملية بأنها «أكبر انقلاب استخباراتي في القرن العشرين». وأشير إلى الشركة السويسرية في الوثائق الأمريكية باسم مينيرفا Minerva بالإنجليزية.

## تفاصيل العملية

الدولة القائمة بالتجسس باللون الأخضر، الدول العارفة بأمر التجسس بالأخضر الفاتح، الدول والمنظمات التي جرى التجسس عليها باللون الأحمر.

وفق تحقيقات عدد من المؤسسات الإعلامية التي كشفت تفاصيل العملية في 2020، لم يكن الاتحاد السوفيتي والصين من بين عملاء الشركة السويسرية، لكن جهازي الاستخبارات استطاعا جمع معلومات هامة من مراسلات دول أخرى مع الدولتين الشيوعيتين. التحقيق الذي أجرته عدة مؤسسات إعلامية غربية بعد تسريب الوثائق السرية لها أفاد بعدم شمول التجسس الألماني الأمريكي إسرائيل والسويد وبريطانيا وسويسرا.
قدمت الشركة السويسرية منتجاتها لأكثر من 120 بلدًا من دول العالم الثالث بالإضافة إلى دول أوروبية. الدول التالية من بلدان الشرق الأوسط اشترت منتجات الشركة: تركيا، الجزائر، مصر، ليبيا، المغرب، تونس، السودان، إيران، العراق، الأردن، الكويت، لبنان، عمان، قطر، السعودية، سوريا، الإمارات. بالإضافة إلى الهند وباكستان والأرجنتين ودول أخرى عديدة.
بواسطة الإمكانيات التي أتاحتها هذه العملية، تمكن الأمريكيون من معرفة مكان مانويل نورييجا، الحاكم الفعلي لبانما أثناء الغزو الأمريكي لبلاده؛ إذ لجأ إلى سفارة الفاتيكان. كما زود الأمريكيون حلفاءهم البريطانيين بمعلومات حول القوات المسلحة الأرجنتينية في أثناء حرب فوكلاند. أتاح التنصت الألماني الأمريكي متابعة عمليات الاغتيال التي نفذتها أنظمة الحكم العسكري في دول أمريكا اللاتينية. في أمريكا اللاتينية أيضًا، كان بإمكان الأمريكيين التنصت على مراسلات الجيش التشيلي في الوقت الذي تستعد فيه هذه القوات لتنفيذ انقلاب على الرئيس اليساري سلفادور أليندي، وذلك ما أتاحته عملية روبيكون إذ استخدم الجيش التشيلي معدات كريبتو أيه جي. كذلك استمعت الاستخبارات الأمريكية لاتصالات مرتبطة بأزمة رهائن السفارة الأمريكية في طهران في 1979.
تضمنت الوثائق المسربة عن العملية الإشارة إلى أن وكالة الأمن القومي الأمريكية كانت تتجسس على اتصالات الرئيس المصري محمد أنور السادات مع القاهرة في أثناء مفاوضات السلام المصرية الإسرائيلية في كامب ديفيد. وحصل الأمريكيون على مراسلات احتفاء مسؤولين ليبيين بتفجير ملهًى ليلي في ألمانيا أسفر عن مقتل جنود أمريكيين في 1986، وقتها تحدث الرئيس الأمريكي رونالد ريجان عن امتلاك بلاده أدلة دامغة على تورط السلطات الليبية، وأمر بضربة جوية ضد ليبيا بعد 10 أيام (انظر عملية إلدورادو كانيون). 
في 1992، احتجزت إيران أحد مهندسي الشركة وهو هانس بولر، والذي كان قد سافر إلى إيران 25 مرة قبل ذلك، واتهم بالتجسس، ثم أُطلق سراحه بعد 9 أشهر بعد أن دفعت شركة كريبتو مليون دولار للسلطات الإيرانية، وكان المصدر الحقيقي للأموال هو المخابرات الألمانية. بعد إطلاق سراحه، اتضح أن بولر لم يكن يعلم بأن المعدات التي يسوقها جرى التلاعب بها ولم يكن يعلم بأمر المالكين الحقيقيين للشركة التي عمل بها، وبدأ يصرح في وسائل الإعلام منتقدًا ما حدث؛ كما رفع قضية ضد الشركة، والتي انتهت بدفع تعويض مالي له. وفقًا لتقديرات وكالة المخابرات المركزية الأمريكية الواردة في الوثائق المسربة، كان احتجاز بولر أكبر خرق أمني في تاريخ عملية روبيكون.
في برامج وثائقية أعدتها وبثتها قناة زي دي إف الألمانية في 2020، أكد برند شميدباور، مسؤول الاستخبارات الاتحادية في حكومة هلموت كول، طبيعة عملية روبيكون. وأشار إلى أنها «جعلت العالم أكثر أمانًا».

## رد الفعل السويسري
في ديسمبر 2019، علقت الحكومة السويسرية رخص التصدير الممنوحة للشركتين اللتين ورثتا كريبتو أيه جي بانتظار «تقديم التوضيحات اللازمة». فتحت الحكومة تحقيقًا بشأن شركة كريبتو، وترأسه نيكلاوس أوبرهولتسير، القاضي الاتحادي المتقاعد. وطالب نواب برلمانيون سويسريون بمعرفة مدى ما علمته حكومة بلادهم عن العملية الألمانية الأمريكية. وكان هناك حديث عن إقامة لجنة تحقيق برلمانية تمتلك قوة أكبر مقارنة بتحقيق القاضي أوبرهولتسير. هذه اللجان البرلمانية التي تقام بصفة استثنائية، كان آخرها قبل 25 عامًا، ولم يقم منها إلا 4 لجان في تاريخ الكونفيدرالية السويسرية. تحدث الإعلام في سويسرا عن تعرض صورة بلدهم المحايدة للخطر على أثر كشف هذه العملية الاستخباراتية.
في تقرير وكالة الاستخبارات المركزية المسرب ورد أن وزير الدفاع السويسري السابق كاسبر فيليجر كان يعرف من هم المالكون الحقيقيون لشركة كريبتو أيه جي «لكن من الواضح أنه تكتم على الموضوع». نفى الوزير السابق ذلك قائلًا أنه «كان سيتحرك على الفور لو كانت لديه معلومات مفصلة حول المسألة».
وفقًا لنائب مدير الاستخبارات السويسرية يورج بولر فإن العديد من الملفات المتعلقة بتجسس كريبتو ستظل قيد التحفظ ومن ضمنها ملفات تحقيقات أجرتها الشرطة في التسعينيات حول الشركة، أشرف عليها بولر بنفسه، وانتهت بعدم توجيه تهم.

## استشهادات
1. 1 2 3  "الاستخبارات الأمريكية والألمانية تجسست على أكثر من 150 دولة بواسطة شركة سويسرية لتشفير الاتصالات". يورونيوز. 12 فبراير 2020. مؤرشف من الأصل في 2020-06-05. اطلع عليه بتاريخ 2020-06-17.
2. 1 2  "قناة ألمانية: برلين لم تتخلف عن واشنطن في التنصت على الحلفاء.. وعلى نفقاتهم". آر تي. 12 فبراير 2020. مؤرشف من الأصل في 2020-02-13. اطلع عليه بتاريخ 2020-06-13.
3. ↑  "«انقلاب القرن الاستخباراتي».. تحقيق يكشف تجسس المخابرات الأمريكية والألمانية على 100 دولة". الشروق. 12 فبراير 2020. مؤرشف من الأصل في 2020-03-06. اطلع عليه بتاريخ 2020-09-20.
4. ↑  "The CIA's 'Minerva' Secret". National Security Archive. 11 فبراير 2020. مؤرشف من الأصل في 2020-09-27. اطلع عليه بتاريخ 2020-10-03.
5. 1 2  "روبيكون..التجسس الأجرأ في القرن العشرين". اليوم. 16 فبراير 2020. مؤرشف من الأصل في 2020-02-16. اطلع عليه بتاريخ 2020-06-14.
6. 1 2  "قضية كريبتو: دول عربية دفعت أموالًا ليتم التجسس عليها!". دويتشه فيله. 13 فبراير 2020. مؤرشف من الأصل في 2020-06-19. اطلع عليه بتاريخ 2020-06-18.
7. 1 2  "شركة كريبتو السويسرية قيد التحقيق بتهمة التجسس". سويس إنفو. 12 فبراير 2020. مؤرشف من الأصل في 2020-05-08. اطلع عليه بتاريخ 16 يونيو ي2020. {{استشهاد بخبر}}: تحقق من التاريخ في: |تاريخ الوصول= (مساعدة)
8. ↑  "واشنطن بوست: المخابرات الأمريكية تجسست على السادات في كامب ديفيد". الدستور. 11 فبراير 2020. مؤرشف من الأصل في 2020-02-12. اطلع عليه بتاريخ 2020-06-18.
9. ↑  "نصبة القرن". آر تي. 16 ديسمبر 2020. مؤرشف من الأصل في 2020-09-19. اطلع عليه بتاريخ 2020-12-19.
10. ↑  كاتي رومي (18 فبراير 2020). "كيف يمكن لسويسرا تفكيك شيفرة قضية أجهزة كريبتو؟". سويس إنفو. مؤرشف من الأصل في 2020-02-18. اطلع عليه بتاريخ 2020-06-29.
11. ↑  "صدمة في سويسرا من خسارة سمعتها في الحياد السياسي". أربيان بيزنس. 18 فبراير 2020. مؤرشف من الأصل في 2020-06-20. اطلع عليه بتاريخ 2020-06-20.
12. ↑  "وزير الدفاع السويسري السابق ينفي معرفته بفضيحة التجسس". سويس إنفو. 14 فبراير 2020. مؤرشف من الأصل في 2020-03-18. اطلع عليه بتاريخ 2020-09-20.
13. ↑  "العديد من وثائق فضيحة التجسس السويسرية ستبقى قيد الحجز". سويس إنفو. 13 فبراير 2020. مؤرشف من الأصل في 2020-09-25. اطلع عليه بتاريخ 2020-09-25.